# Fascismo. Storia e interpretazione
(Anonimo del XXI secolo, citazione dall'introduzione)
Fascismo. Storia e interpretazione è una raccolta di saggi riguardanti il fascismo, l'epoca del ventennio ed il contesto in cui il movimento ebbe campo, scritti dallo storico di scuola defeliciana Emilio Gentile.
Raccolti in libro, sono stati pubblicati per la prima volta nel 2002 da Editori Laterza nella collana i Robinson/Letture; nel 2005, l'edizione nella collana Economica Laterza.
La maggior parte degli scritti che costituiscono il corpus della pubblicazione - come ricorda la nota ai testi - è stata redatta e pubblicata dall'autore fra il 1973 ed il 1996.
Due capitoli - il terzo e il decimo - e le considerazioni finali sono invece inedite. La ricerca complessiva, nell'opera di Gentile, è stata tesa a definire compiutamente i caratteri essenziali del fascismo, riuniti nella circostanza in una sorta di unicum.

## Fascismo come fenomeno ancora misterioso
Citando lo storico Stanley G. Payne che in A History of Fascism 1914-1945 scriveva nel 1995:
L'autore, partendo dal presupposto che dopo quasi novant'anni dalla sua comparsa nella storia e dopo oltre mezzo secolo dalla sua scomparsa il fascismo sembra essere ancora un oggetto alquanto misterioso. Dopo aver passato in esame nell'introduzione i motivi che hanno portato ad un processo di defascistizzazione storica del fenomeno (e delle spinte ideologiche che ne favorirono almeno inizialmente il successo), analizza in due parti distinte, ma complementari l'una all'altra (una prima costituita da tre capitoli a carattere illustrativo ed una seconda organizzata su una serie di quadri interpretativi), i motivi salienti della nascita, ascesa e caduta del movimento fondato da Benito Mussolini.
Si sofferma, quindi, su tutti i temi che spesso hanno affascinato gli storici, in particolare - oltre naturalmente al mito del duce - quelli che hanno visto il fascismo assimilabile ad una religione o quelli tesi al dichiarato obiettivo di giungere alla creazione di un uomo nuovo in cui l'italianità potesse riflettersi.
Nella sostanza, l'esito dell'analisi storica di Gentile attesta di come - nel suo essere nazionalista e rivoluzionario in chiave totalitaristica, contro il liberalismo ed il marxismo, apertamente imperialista e (con la promulgazione delle leggi razziali fasciste) razzista al pari dell'ideologia gemella del nazismo - il fascismo (elemento fondamentale all'interno di quello che è stato definito dallo storico Eric Hobsbawm Il Secolo breve) sia stato il primo esperimento totalitario nell'Europa occidentale disegnata dall'esito della prima guerra mondiale.
Come partito-milizia - è l'assunto del lavoro di Gentile - il fascismo fu sempre proteso ad annientare i diritti dell'uomo e del cittadino, nella tensione di creare una civiltà nuova basata sulla militarizzazione della politica e sulla sacralità dello Stato nonché sul primato della nazione intesa come comunità etnicamente omogenea.

## I capitoli del libro
Dalla nota ai testi si riporta di seguito la specifica degli undici capitoli che compongono il libro - corredato da una introduzione e da riflessioni conclusive - e la destinazione prima nella quale gli scritti hanno trovato pubblicazione:
| Capitolo                  | Titolo                                                                                              | Precedentemente pubblicato su |
| ------------------------- | --------------------------------------------------------------------------------------------------- | --- |
| Introduzione              | È esistito il fascismo?                                                                             | |
| Parte prima               | Alla ricerca di una individualità storica                                                           | |
| I                         | Il fascismo in Italia                                                                               | Piccola Treccani, Dizionario enciclopedico, vol. IV, Istituto della Enciclopedia Italiana, Roma 1995 |
| II                        | Fascismo                                                                                            | Enciclopedia Italiana di scienze, lettere ed arti. 1979-1992, V Appendice, Istituto della Enciclopedia Italiana, Roma 1992 |
| III                       | Il fascismo: una definizione orientativa                                                            | testo inedito |
| Parte seconda             | Quadri di una interpretazione                                                                       | |
| IV                        | Alcune considerazioni sull'ideologia fascista                                                       | "Storia contemporanea", I, 1974, pp 115–25 |
| V                         | Il fascismo fu una rivoluzione?                                                                     | "Prospettive Settanta", ottobre-dicembre 1979, pp. 580–96 |
| VI                        | Il mito di Mussolini                                                                                | "Mondo operaio", luglio-agosto 1983, pp. 113–28 |
| VII                       | Partito, Stato e Duce nella mitologia e nella organizzazione del fascismo                           | "Fascismo e nazionalismo", a cura di K.D. Bracker e Leo Valiani (Atti della settimana di studio dell'Istituto storico italiano-germanico in Trento, 10-14 settembre 1984), Il Mulino, Bologna 1986, pp. 265–94, poi rifuso in E.Gentile, La via italiana al totalitarismo. Il partito e lo Stato nel regime fascista, Carocci, Roma 2001 (ed. Nis, Roma 1995) |
| VIII                      | Le rôle du parti dans le laboratoire totalitaire                                                    | "Annales". Économies sociétés civilisations", 3, 1988, pp. 567–91 (poi rifuso in Gentile, La via italiana al totalitarismo. Il partito e lo Stato nel regime fascista, cit.) |
| IX                        | Fascism as Political Religion                                                                       | "Journal of Contemporary History", maggio-giugno 1990, pp. 229–51 |
| X                         | L'"uomo nuovo" del fascismo. Riflessioni su un esperimento totalitario di rivoluzione antropologica | testo inedito |
| XI                        | La modernità totalitaria                                                                            | Nuova introduzione alla nuova edizione del volume Le origini dell'ideologia fascista, Il Mulino, Bologna 1996, pagg. 3-49 |
| Considerazioni conclusive | Perché studiare il fascismo                                                                         | |

Nella Introduzione, intitolata polemicamente 'È esistito il fascismo?', lo storico sottolinea la varietà e la contraddittorietà delle interpretazioni del fascismo, che appaiono tanto opposte e inconciliabili da far disperare che si possa raggiungere una definizione della sua natura e del suo significato. Gentile giunge a chiedere, provocatoriamente, se il fascismo sia esistito, o se, come vogliono le interpretazioni prevalse fino agli anni ‘60, sia stato un ‘epifenomeno’, effetto di altre e più profonde cause, e quindi una pura ‘negatività’ storica, priva di una propria autonomia e di caratteri propri, un concetto che per la sua ambiguità dovrebbe, insieme al concetto di totalitarismo, essere rimosso dal lessico degli storici.
Gentile critica queste interpretazioni che comporterebbero una ‘defascistizzazione’ del fascismo, nel senso di una rimozione di quelli che egli ritiene essere i suoi caratteri costitutivi, quali un’ideologia propria, un’adesione ed un consenso di massa, un carattere totalitario. Secondo lo storico la tendenza più evidente di questa defascistizzazione consiste nel ridurre il fascismo a Mussolini e al ruolo personale del Duce, oscurando molti altri aspetti del fenomeno.
La prima parte, “Alla ricerca di una individualità storica”, propone due saggi pubblicati nel corso degli anni ‘90 come voci sintetiche in opere di consultazione e un testo inedito. La sezione si apre con un capitolo intitolato “Il fascismo in Italia” che delinea una sintesi delle vicende storiche del fenomeno dalle origini fino alla caduta della Repubblica Sociale.
Nel secondo capitolo, “Fascismo”, Gentile si confronta con le principali tendenze interpretative del fenomeno. Lo storico individua una tendenza verso una progressiva dilatazione del concetto dal suo originario contesto storico in Italia ad una concezione generale e astorica, che conduce a definire impropriamente come ‘ fascisti’ regimi diversissimi nello spazio e nel tempo. Rifiutando tali anacronismi, Gentile classifica le principali interpretazioni del fascismo riconducendole a diverse matrici ideologiche. Le prime interpretazioni, risalenti agli anni ‘20 e al confronto tra fascismo e antifascismo, si concentrano sulla italianità’ del fenomeno. A partire dagli anni ‘30, con l'affermazione di regimi antidemocratici in diversi paesi europei, si diffuse un'interpretazione ‘universale’ del fenomeno ‘fascista’, identificato, anche grazie alla propaganda dei regimi stessi, con un’alternativa al sistema politico e sociale liberal-democratico. L'interpretazione marxista indicò nella reazione del grande capitale il carattere comune ai regimi autoritari di destra, mentre quella liberale lo considerò espressione degenerata (‘demoniaca’) della politica di potenza dello Stato moderno (Gerhard Ritter), affermazione di una forma irrazionale di pensiero mitico (Ernst Cassirer) o ‘malattia morale’ (Benedetto Croce). Per i pensatori democratici i regimi totalitari erano il prodotto di un deficit di sviluppo civile e politico di paesi arrivati in ritardo all'unità e alla democrazia, e portatori di un retaggio culturale autoritario.
Secondo Gentile, il tratto comune di queste interpretazioni consiste nel risolvere il fenomeno fascista nelle cause, nelle condizioni e nelle circostanze della sua origine, senza riconoscergli una propria individualità ed autonomia. Egli concorda invece con quegli storici che identificano la novità e l'originalità dei regimi totalitari in quanto caratterizzati da una serie di elementi specifici, quali un'ideologia integralista, la mobilitazione delle masse, il culto di un capo carismatico, la volontà di controllo totale sulla società e l’aspirazione ad una sua radicale trasformazione. Tale impostazione prevalse a partire dagli anni ‘60, quando si ebbe un rinnovamento degli studi sul fascismo secondo due linee interpretative principali: la prima, originata dagli studi di George L. Mosse, orientata a definire una teoria generale del fenomeno fascista inteso come fenomeno culturale, a partire dalla definizione della sua ideologia; la seconda, cui fa capo lo stesso Gentile, che descrive invece il fascismo come un fenomeno multidimensionale, che include, oltre che un nucleo ideologico, anche aspetti organizzativi e istituzionali. Le novità più importanti emerse dal dibattito italiano in quegli anni riguardano la distinzione tra 'fascismo movimento' e 'fascismo regime' (Renzo De Felice) e riguardano la distinzione tra il fascismo come 'movimento' alla conquista del potere e come 'regime', e il riconoscimento della sua novità e autonomia, radicate nel primato totalitario della politica rispetto alle forze economiche e alle istituzioni tradizionali. La prima parte si conclude con un saggio intitolato “Il Fascismo. Una definizione orientativa”, in cui vengono presentate le tre dimensioni principali che compongono l’esperienza storica del fenomeno secondo l’autore. In apertura Gentile sottolinea l'influenza del contesto storico sulle interpretazioni del passato, notando come, nel corso della Guerra fredda la categoria di Totalitarismo fosse stata svalutata perché considerata uno strumento di polemica nei confronti dell’URSS e dell'ideologia comunista. Il crollo del blocco sovietico ha invece rinnovato l’interesse per lo studio di somiglianze e differenze che accomunano e distinguono fascismo, nazismo e comunismo. Lo storico è infatti un convinto assertore della natura totalitaria del fascismo italiano, sia pure affermando la necessità di definirne con precisione le caratteristiche nazionali. In questa ‘definizione provvisoria’ Gentile è soprattutto impegnato a rifiutare la concezione esclusivamente culturale e ideologica del fenomeno, che trova in George Mosse il suo sostenitore più illustre, per affermarne la natura multidimensionale, cioè anche organizzativa e istituzionale. In rapporto all’organizzazione, egli definisce il fascismo come un movimento di massa, interclassista ma prevalentemente fondato sui ceti medi, organizzato in un partito milizia che utilizza, oltre alle altre forme di azione politica, anche la violenza per impadronirsi del potere e istituire un nuovo tipo di regime. La sua ideologia si fonda su una concezione razionalistica e mitica della politica, dal carattere pragmatico più che teorico, che si esprime attraverso le forme della ‘nuova politica’, con l’uso di simboli, liturgie e celebrazioni che hanno il compito di attuare una mobilitazione permanente delle masse e di coinvolgere attivisticamente gli individui in un’unione ‘mistica’ della comunità nazionale. La terza dimensione, quella istituzionale, vede l’affermarsi di un partito unico con compiti di conquista del potere prima, e di aggregazione sociale poi, che consente una simbiosi tra il partito e stato, e l'istituzione di nuovi apparati di controllo e repressione, ma soprattutto di un sistema di costruzione del consenso attraverso i mass media, le organizzazioni giovanili e di partito, l’esaltazione della figura di Mussolini quale leader carismatico.
La seconda parte del testo, “Quadri di una interpretazione”, presenta diversi saggi in cui è approfondita la visione del fascismo come fenomeno complesso, dinamico e composto di diverse dimensioni. Il quarto capitolo, “Alcune considerazioni sull'ideologia fascista”, si apre con la domanda retorica “è esistita un’ideologia del fascismo?”. L’autore polemizza infatti con quelle interpretazioni che tendono a negare una coerenza dottrinale al fenomeno fascista, riducendolo ad azione priva di teoria, improvvisazione sulla base delle circostanze, mero opportunismo o strumento del capitale. Questa visione, spiega Gentile, deriva da una particolare concezione dell'ideologia, caratterizzata da una coerenza teoria quasi ‘geometrica’. In realtà, spiega lo storico, qualsiasi ideologia comporta, al di là degli aspetti dottrinari, una funzione pratica che si nutre di elementi emotivi e di una dimensione mitica. Il fascismo, in particolare, si è alimentato alle critiche dell ideologia ed alle filosofie della vita che esaltano i valori della vitalità e dell'esperienza, piuttosto che quelli astratti della logica. Seguendo la lezione di Georges Sorel e Vilfredo Pareto, Mussolini aveva imparato a concepire l’ideologia per il suo valore pratico e strumentale, piuttosto che per la sua coerenza. Le dottrine rappresentavano piuttosto idee-forza capaci di unire e muovere all’azione, che concezioni astratte e schemi logici. Ma oltre questa visione ‘anti-ideologica’ e pratica della propria dottrina, il fascismo ha avuto anche un contenuto ideologico positivo, di rivolta spirituale, per quanto vaga e indeterminata, contraria alla concezione materialistica e deterministica della vita e della società. Il fascismo si proponeva infatti di contrapporre alla concezione razionalista dell'uomo cartesiano e alla fiducia illuministica nel progresso, la visione nietzscheana di un “uomo nuovo”, capace di plasmare la storia e la società grazie alla propria volontà di potenza creatrice di miti e di azione. Ed è da queste concezioni che si afferma l’idea del primato totalitario della politica e della storia come risultato della volontà di minoranze aristocratiche capaci di guidare e dominare le masse, di per sé inerti, ma integrate in unità politica nello Stato totalitario. Gentile sostiene che per questa sua visione attivistica e dinamica, proiettata nel futuro di una società da trasformare in comunità politica organica in cui realizzare il mito dell'uomo nuovo', il fascismo non possa essere affatto ridotto al nazionalsimo, che in quanto movimento conservatore si richiama alla tradizione e al passato. Da questo elemento dinamico derivano anche le nuove forme della politica adottate dal fascismo, che rifiuta la concezione liberale della rappresentanza degli interessi individuali per affermare la sintesi della comunità nella nazione come soggetto collettivo. La politica si trasforma quindi in 'spettacolo', in esperienza estetica e simbolica che rappresenta drammaturgicamente, attraverso riti e liturgie, l’unità della comunità organica, percepita attraverso l’esaltazione degli istinti, del sentimento e dell’immaginazione. Gentile individua quindi nel fascismo alcune caratteristiche tipiche di un regime totalitario, quali il culto e la fede in un capo carismatico, i rituali e le liturgie che trasformano la politica in una religione civile, la celebrazione dei martiri e dei simboli nelle grandi adunate.
Anche il quinto capitolo presenta come titolo una domanda polemica: “Il fascismo fu una rivoluzione?”, e anche in questa caso Gentile contesta quelle concezioni che negano un carattere eversivo al fascismo adottando un concetto univoco e a priori di ‘ivoluzione, in particolare quello marxista. Contrariamente a quelle interpretazioni che riducono il fascismo a strumento della reazione, lo storico sottolinea l’autonomia politica dei ceti medi sia rispetto alle élite al potere che al proletariato, riconoscendone anzi il ruolo di ‘classe fondamentale’ nella modernizzazione politica. Adottando la distinzione introdotta da Renzo De Felice, egli evidenzia come il fascismo-movimento aveva avuto non solo un orientamento antisocialista, ma anche un carattere eversivo nei confronti dei gruppi dominanti conservatori, successivamente ridimensionato dal trasformismo e dai compromessi di Mussolini con le élite al potere nel corso della costruzione del regime. La 'rivoluzione fascista' consisteva in un progetto politico di realizzazione di uno 'stato totale' capace di integrare le masse popolari nella nazione, sia pure nelle forme di una ‘democrazia totalitaria’ caratterizzata da una rigida struttura gerarchica non più sulla base dello status ma della funzione. Da questo punto di vista risulta di estrema importanza il ruolo dei ceti medi, che hanno rappresentato il gruppo sociale più dinamico e politicamente innovativo a partire dalla rivoluzione francese, tale da dover essere considerati, secondo lo storico, ”classe fondamentale” al pari della borghesia e del proletariato. Alla conquista dello stato sarebbe seguita la rigenerazione spirituale della società in una comunità organica in cui far nascere, attraverso l’attivismo vitalistico e una pedagogia eroica, ‘l’uomo nuovo’ fascista.
Capitolo XI, La modernità totalitaria
L’ultimo capitolo, apparso per la prima volta nei primi anni ‘70, è poi confluito come nuova Introduzione alla seconda edizione del volume Le Origini dell’ideologia Fascista del 1996.
Gentile evidenzia come uno dei maggiori progressi della storiografia sul fascismo a partire dagli anni ‘70 sia dovuto proprio alla rinnovata attenzione alla sua ideologia e agli aspetti culturali.
Fino ad allora era prevalsa la concezione secondo la quale il fascismo non avrebbe avuto un’ideologia propria, ma si fosse caratterizzato piuttosto come movimento di opposizione e repressione nei confronti del sistema liberale e del movimento socialista. A sostegno di questa interpretazione si sottolineavano l’incoerenza programmatica, il primato dell’azione e il disprezzo per la teoria, la tendenza al compromesso con le élite al potere. Gentile ritiene che tali valutazioni derivino da pregiudizi radicati in orientamenti storiografici più fedeli ai valori dell’antifascismo che ad una corretta una ricostruzione storica. La premessa di tale atteggiamento storiografico, che tende ad interpretare il fenomeno fascista esclusivamente in termini di ‘mera negatività storica’, cioè di reazione alla modernità e alle forze progressiste, dipende da una concezione teleologica che oppone storia e ‘antistoria’, ragione e irrazionalità, progresso e reazione. Di fronte a questa dicotomia il fascismo non poteva essere considerato come portatore di un'alternativa di valori morali e di un progetto politico e sociale originale, ma doveva essere piuttosto ‘smascherato’ come il braccio armato del capitale e dei gruppi reazionari. Il successo ed il vasto consenso sia popolare che da parte degli intellettuali poteva essere spiegato in termini di opportunismo o tutt'al più di mancata comprensione della sua vera natura. Tali posizioni appaiono a Gentile una sorta di tardivo ‘rito di esorcizzazione’ che preferisce eludere la realtà storica piuttosto che confrontarsi con essa. Soprattutto, egli ritiene che questa interpretazione lasci irrisolti molti dei problemi essenziali per la comprensione del fascismo, a partire dal fatto che esso non ha mai fatto mistero né delle proprie posizioni irrazionalistiche né della volontà di potenza e di affermazione di un modello autoritario e gerarchico di società. Come interpretare allora la conquista del potere e di un consenso di massa di cui ha goduto il regime per due decenni?
Gentile si prefigge di spiegare il fascismo come il risultato di una dimensione mitica della politica moderna, capace di coinvolgere e mobilitare le masse attraverso una ‘sacralizzazione della politica’ che ricorre a credenze, ideali e valori opposti e contrari alle premesse razionali e individualiste della società liberale. Lo storico ritiene che il fascismo non sia solo un movimento politico e sociale, ma che abbia rappresentato anche la risposta ad esigenze di rinnovamento culturale radicate nella cultura del primo ‘900. Secondo lo storico il nucleo fondamentale dell’ideologia fascista furono il primato della politica da realizzare nella supremazia dello stato totalitario e la risoluzione del privato nella dimensione pubblica attraverso la mobilitazione permanente delle masse.
Egli polemizza con quelle interpretazioni che ricostruiscono le radici culturali dell’ideologia fascista in maniera ‘astorica’ e generica, ricercando le sue origini nel razzismo e nell’antisemtismo in Francia e in Germania. Ritiene infatti necessario analizzare il percorso storico quale si sviluppò prima di tutto in Italia nel periodo immediatamente successivo alla prima guerra mondiale che definisce ‘la madre’ del fascismo. Sulla base di questa concreta esperienza storica è possibile secondo Gentile individuare una serie di caratteristiche specifiche del fascismo italiano, che fu: 1) un movimento di massa interclassista ma in cui ebbero un ruolo prevalente i ceti medi, organizzato in un partito milizia e che si ritenne investito da una missione di rigenerazione nazionale. Il fascismo si impegnò in una lotta per il monopolio del potere sia attraverso la violenza che l’uso tattico della competizione elettorale e degli accordi con le élite al potere. 2) La sua ideologia trovò espressione in forme estetiche più che teoriche, in un nuovo stile politico e l’uso di miti, riti e simboli tipici di una ‘religione laica’. 3) La sua cultura si manifestò attraverso il pensiero mitico e un senso attivistico della vita, concepita come volontà di potenza capace di farsi artefice della storia. 4) La politica fu concepita come esperienza integrale in cui realizzare la fusione dell'individuo e delle masse nell'unità organica della nazione come comunità etnica e morale. 5) L'etica del fascismo fu fondata sulla dedizione totale dell'individuo alla comunità nazionale, sulla disciplina, la virilità e il cameratismo. 6) Il partito fu inizialmente lo strumento per la conquista del potere e l’instaurazione del regime, poi per l'organizzazione delle masse nello stato totalitario attraverso una mobilitazione permanente capace di generare un senso di appartenenza emozionale. 7) Il regime si dotò di un apparato di controllo pervasivo e di repressione. 8) Al vertice sia dello stato che del partito Mussolini rappresentò la figura di capo carismatico considerato infallibile. 9) Il conflitto sociale tra le classi fu sostituito da un modello corporativo solidaristico tra i ceti produttori. 10) La politica estera fu ispirata al mito e la potenza della grandezza nazionale e dell'espansione imperialista quale espressione della nuova civiltà italiana.
Dunque il fascismo fu un fenomeno ‘multidimensionale’ nel senso che integra la dimensione organizzativa rappresentata dal partito, quella ideologica e culturale che si esprime attraverso miti e simboli, e quella istituzionale del regime e dello Stato totalitario. Gentile sottolinea che non è possibile comprendere l'esperienza storica concreta del fascismo se non se ne indagano tutte le componenti nelle loro reciproche relazioni.
Per quanto riguarda le matrici ideologiche del fascismo esse affondano in una cultura formata da tradizioni politiche preesistenti sia di destra che di sinistra, quali l'eredità del nazionalismo giacobino, l'irrazionalismo, lo spiritualismo ed il volontarismo delle filosofie della vita e dell'azione, il radicalismo nazionale che considerava il Risorgimento una ‘rivoluzione spirituale incompiuta’. Questi movimenti non devono essere in nessun modo considerati come forme di ‘protofascismo’, come farebbe una lettura teleologica a ritroso, ma piuttosto come un contesto culturale condiviso. Questo approccio consente anche di chiarire i rapporti tra il fascismo e i movimenti dell'avanguardia modernista, ma soprattutto il più controverso problema del rapporto tra fascismo e modernità.
Della relazione tra fascismo e avanguardie si sono interessati inizialmente critici letterari e storici dell'arte, seguendo la tesi di Walter Benjamin della ‘estetizzazione della politica’. In questa prospettiva si rischia però di perdere di vista l'elemento centrale del fascismo, che è invece quello della ‘politicizzazione dell'estetica’, cioè la creazione del nuovo stile politico delle liturgie di massa e del simbolismo espressione di una vera e propria religione laica. Per quanto riguarda invece i rapporti del fascismo con la modernità, essi sono essenziali per comprendere i motivi profondi dell'adesione consapevole da parte di molti intellettuali italiani. Essi videro infatti in questo movimento una speranza di rigenerazione culturale per il tramite della politica. Molti tra di loro, in particolare i Futuristi, condividevano l‘aspirazione alla costruzione di una ‘nuova civiltà’ che realizzasse la modernizzazione della società italiana. Gentile definisce questo atteggiamento culturale ‘nazionalismo modernista’, secondo cui la modernità era concepita come una nuova fase storica da conquistare da parte dell’intera collettività nazionale non solo nelle forme del progresso tecnologico, ma soprattutto in quelle di una vera e propria ‘rivoluzione spirituale’. Di fronte alla crisi della religione, molti intellettuali si sentirono chiamati a dare il loro contributo a quest’opera di rinnovamento delle coscienze da realizzare più attraverso la creazione di miti e valori capaci di suscitare passioni ed emozioni più che attraverso un approccio razionale, percepito come legato alla cultura liberale ed individualistica del passato. Il tentativo di filosofi come Benedetto Croce di proporre un progetto liberale e razionale di sviluppo della società attraverso la libertà individuale era destinato al fallimento di fronte alle esigenze di ‘trasmutazione dei valori’ che trovavano espressione in atteggiamenti vitalistici e irrazionali nelle aristocrazie di ‘superuomini’ capaci di guidare le masse. Alla base della rivoluzione politica fascista si trovava anche l’aspirazione ad una ‘rivoluzione spirituale’ fondata sui miti della giovinezza, della violenza rigeneratrice e di una ‘pedagogia eroica’ capace di plasmare le nuove generazioni e far nascere l’uomo nuovo fascista, capace di conquistare all’Italia la grande storia del mondo.
Anche quando si volse ai miti del passato, come quello della romanità, il fascismo non lo fece mai per un senso di nostalgia ma sempre nella prospettiva della costruzione del futuro. Il progetto fascista della modernità rifiutava gli elementi illuministici che considerava deteriori, quali l'individualismo liberale, ed aspirava ad una ‘rivoluzione totale’ che trasformasse tutti gli aspetti della vita e della società, integrando le masse popolari nella nazione attraverso il pensiero mitico, i riti e i simboli. In definitiva si può affermare che il fascismo ha rappresentato per l’Italia un peculiare percorso verso la modernità.

## Edizioni
- Fascismo. Storia e interpretazione, Collana I Robinson.Letture, Roma-Bari, Laterza, 2002.
- Fascismo. Storia e interpretazione, collana Economica Laterza, Roma-Bari, Editori Laterza, 2005,  pp. 320, cap. undici, ISBN 88-420-7544-2.